# Atak rakietowy na Serhijiwkę
Atak rakietowy na Serhijiwkę – atak przeprowadzony przez wojska rosyjskie 1 lipca 2022 roku podczas inwazji Rosji na Ukrainę. Celem był blok mieszkalny i ośrodek wypoczynkowy w miejscowości Serhijiwka w obwodzie odeskim; obiekty zostały trafione rakietami przenoszonymi przez bombowce. Zginęły 22 osoby (w tym dziecko), a 39 zostało rannych; był to najbardziej krwawy atak w regionie Odessy od początkuj rosyjskie inwazji. 2 lipca 2022 roku ogłoszono w Odessie dniem żałoby.

## Przebieg wydarzeń
Serhijiwka liczy około 5 tys. mieszkańców i znajduje się w rejonie białogrodzkim w obwodzie odeskim, na wybrzeżu Morza Czarnego, ok. 10 km od miasta Białogród nad Dniestrem i ok. 80 km od Odessy
Według wstępnych informacji trzy samoloty Tu-22M3 rosyjskich sił powietrznych przyleciały z obwodu wołgogradzkiego na Krym i po 1,2 tys. km wystrzeliły trzy naddźwiękowe pociski przeciwokrętowe Ch-22 w kierunku Serhijiwki.

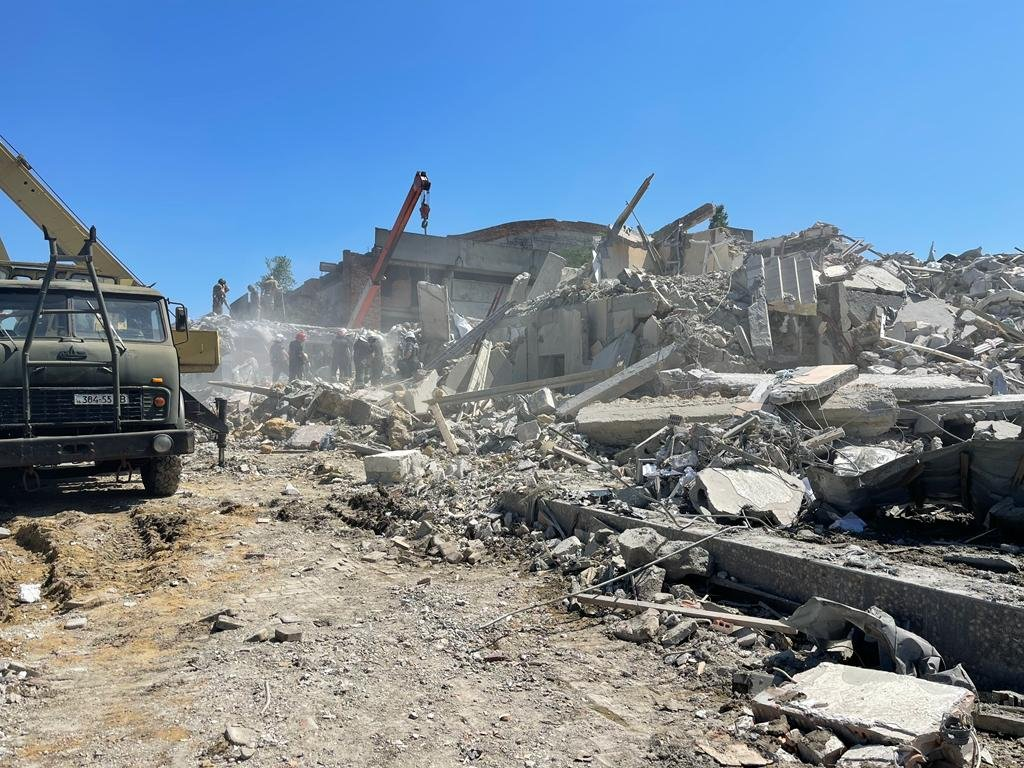
Zniszczenia w ośrodku wypoczynkowym

Jeden pocisk trafił w 9-piętrowy blok, całkowicie niszcząc jedno z wejść. Budynek mieszkalny został wybudowany według czeskiego projektu w latach 70.; mieszkało w nim ponad 150 osób. Rosyjska rakieta uderzyła w parter i zabiła wszystkich mieszkańców od pierwszego do czwartego piętra. Zniszczeniu uległo 105 ze 106 mieszkań. Pożar z budynku mieszkalnego rozprzestrzenił się na przyległy sklep. Natomiast fala uderzeniowa w miejscu trafienia wybiła szyby we wszystkich budynkach w promieniu do 2 km i uszkodziła ściany sąsiedniego 14-piętrowego bloku. Druga rakieta trafiła w ośrodek wypoczynkowy w rejonie białogrodzkim, w wyniku uderzenia zostały częściowo zniszczone sąsiednie trzy- i czteropiętrowe budynki. Zostały również uszkodzone okoliczne domy i samochody.
W wyniku nalotów trafiony został także ośrodek rehabilitacji dla dzieci z problemami zdrowotnymi, administrowany przez Ministerstwo Zdrowia Mołdawii. Jeden z pracowników zginął, a pięciu zostało rannych.
Łącznie w akcji brało udział 237 osób (i 53 jednostki sprzętu), w tym 60 ratowników i medyków, 146 pracowników DSNS oraz prokuratorzy, eksperci, śledczy z SBU i policji. Prowadzona była akcja poszukiwawczo-ratownicza oraz podstawowe czynności śledcze.

## Dochodzenie
Wydział śledczy Służby Bezpieczeństwa Ukrainy w obwodzie odeskim wszczął postępowanie karne o naruszenie praw i zwyczajów wojennych (część 2 art. 438 Kodeksu Karnego Ukrainy), połączone z morderstwem z premedytacją. Według śledztwa, w nocy 1 lipca 2022 roku Rosjanie przypuścili ataki rakietowe na wioskę wypoczynkową w obwodzie odeskim, w wyniku których zniszczono 9-piętrowy budynek mieszkalny i budynki ośrodka wypoczynkowego. Uszkodzone zostały okoliczne domy i samochody. Prokuratura dodała, że na tym terenie nie było obiektów wojskowych.
Amnesty International odwiedziło miejsca ataku i nie znalazło dowodów na obecność ukraińskich żołnierzy, broni oraz celów wojskowych w pobliżu. Z kolei przeanalizowane zdjęcia satelitarne również nie wskazywały na jakąkolwiek aktywność wojskową na tym obszarze przed atakiem. Na miejscu trafienia w ośrodek wypoczynkowy znaleziono fragmenty odpowiadające dużemu pociskowi manewrującemu, które zawierały nity starego typu (podobne stosowano m.in. w rakietach Ch-22).

## Ofiary
Według wstępnych danych Państwowej Służba Ukrainy ds. Sytuacji Nadzwyczajnych z 1 lipca 2022 roku zginęło co najmniej 16 osób w budynku mieszkalnym i co najmniej cztery (w tym 11-letni chłopiec) w ośrodku wypoczynkowym; z kolei 38 osób zostało rannych, w tym sześcioro dzieci (dwoje w ciężkim stanie) i kobieta w ciąży. Około 17:00 tego samego dnia podano, że liczba zabitych wzrosła do 21 osób oraz że uratowano osiem osób, w tym troje dzieci. 7 lipca 2022 roku w szpitalu zmarł 53-letni pracownik świetlicy, co zwiększyło liczbę zmarłych do 22. Podczas ataku zginęły również zwierzęta domowe.

## Klasyfikacja jako zbrodnia wojenna
Donatella Rovera, starszy doradca ds. reagowania kryzysowego w międzynarodowej organizacji praw człowieka Amnesty International, stwierdziła, że:

Ta potężna broń została zaprojektowana do niszczenia okrętów wojennych, strzelanie nią do obszarów mieszkalnych jest wyjątkowo lekkomyślne. Atak ten jest kolejnym przykładem całkowitego lekceważenia ludności cywilnej Ukrainy przez rosyjskie wojsko, które w dalszym ciągu powoduje niepotrzebną śmierć i zniszczenia. Wszyscy odpowiedzialni za takie zbrodnie wojenne muszą zostać pociągnięci do odpowiedzialności za swoje czyny przed sądami.

## Reakcje
- 2 lipca 2022 roku został ogłoszony dniem żałoby w Odessie[7][18]. Prezydent Wołodymyr Zełenski oskarżył Rosję, że był „to celowy atak rakietowy, terror Rosji przeciw, powiedzmy to wprost, naszym miastom i wioskom, przeciw naszym mieszkańcom, dorosłym i dzieciom”, a nie przypadek. Dodał również, że podobnie jak w ataku na centrum handlowe w Krzemieńczuku, Rosjanie użyli potężnej broni do ataku na obiekt cywilny: „Te pociski, Ch-22, zostały zaprojektowane do niszczenia lotniskowców i innych dużych okrętów wojennych, a armia rosyjska użyła ich przeciwko zwykłym budynkom ze zwykłymi cywilami”[14][19]. Szef Służby Bezpieczeństwa Ukrainy Iwan Bakanow stwierdził, że atak na obiekty cywilne był odpowiedzią wojsk rosyjskich na przymusowy odwrót z Wyspy Wężowej[20]. Szef biura prezydenta Andrij Jermak oświadczył, że „w odpowiedzi na klęski na polu walki walczą z cywilami. Rosja to kraj sponsorujący terroryzm. Razem z naszymi sojusznikami powinniśmy powstrzymać ataki terrorystyczne i wymierzyć za nie karę”[21].
- Sekretarz prasowy prezydenta Dmitrij Pieskow zaprzeczył, jakoby Rosja była odpowiedzialna za atak, twierdząc, że „siły zbrojne Federacji Rosyjskiej nie atakują ludności cywilnej i infrastruktury cywilnej podczas specjalnej operacji wojskowej”[14][22].
- Przedstawiciel Niemiec Steffen Hebestreit określił atak jako „nieludzką i cyniczną” zbrodnię wojenną. Stwierdził: „To po raz kolejny pokazuje nam w okrutny sposób, że rosyjski agresor celowo toleruje śmierć cywilów. Ataki na cywilów są zbrodnią wojenną. Prezydent Rosji Władimir Putin i inni sprawcy muszą zostać pociągnięci do odpowiedzialności”[23].
- Ministerstwo Spraw Zagranicznych i Integracji Europejskiej potępiło atak i podało informacje o zniszczeniach poniesionych przez mołdawski ośrodek rehabilitacyjny[12]. Minister zdrowia Ala Nemerenco złożyła hołd personelowi medycznemu placówki, dziękując pracownikom dotkniętym rosyjskimi bombardowaniami, którzy „upiększali dni mołdawskich dzieci oraz z wielką miłością i oddaniem zadbali o ich rehabilitację. Z głębi serca życzymy im pełnego wyzdrowienia, a rodzinie zmarłego kolegi składamy najszczersze kondolencje”[6][24].
- Minister Spraw Zagranicznych Bogdan Aurescu „zdecydowanie potępił atak na ludność cywilną Ukrainy”. Dodał również, że władze rumuńskie będą w kontakcie ze swoimi mołdawskimi partnerami i w miarę możliwości udzielą pomocy ofiarom ataku[25].